# Тонский район
Тонский район (кирг. Тоң району) — административный район на западе Иссык-Кульской области Кыргызстана. Административный центр — село Боконбаево.

## Население
По данным переписи населения Кыргызстана 2009 года, из 49 130 жителей района кыргызы составляли 48 136 человек (или 98,0 %), русские — 838 человек (1,7 %), другие — 156 человек (0,3 %).

## Административно-территориальное деление
В состав Тонского района входят 9 аильных (сельских) округов и 30 аилов (сёл):
- Ак-Терекский аильный округ — с. Кара-Коо (центр), Ала-Баш, Бар-Булак, Ден-Талаа, Комсомол (Калкагар), Кызыл-Туу;
- Болот Мамбетовский аильный округ — с. Эшперово (центр), Ак-Сай, Джер-Уй, Кек-Сай;
- Каджи-Сайский аильный округ — с. Каджи-Сай[4];
- Кель-Терский аильный округ — с. Тогуз-Булак (центр), Кель-Тер, Конур-Олен;
- Кек-Мойнокский аильный округ — с. Ак-Олен (центр), Кек-Мойнок-первое, Кек-Мойнок-второе;
- Кюн-Чыгышский аильный округ — с. Боконбаево (центр), Арчалы;
- Терт-Кульский аильный округ — с. Терт-Куль (центр), Темир-Канат, Туура-Суу;
- Тонский аильный округ — с. Тон (центр), Ак-Сай, Каджи-Саз;
- Улаколский аильный округ — с. Оттук (центр), Кара-Талаа, Кара-Шаар, Туура-Суу, Шор-Булак.

Примечание: Балыкчы является городом областного значения Иссык-Кульской области, пгт Орто-Токой включен в состав города Балыкчы.

## Известные уроженцы
- Болот Мамбетов
- Таштанбек Акматович Акматов (род. 1937) — дважды Герой социалистического труда, Председатель Президиума Верховного Совета Киргизской ССР;
- Бексултан Жакиев (род. 1936) — драматург, Народный писатель КР;
- Саякбай Каралаев (1894—1971) — киргизский поэт и манасчы;
- Толомуш Океевич Океев (1935—2001) — кинорежиссёр, народный артист СССР (1985);
- Азиз Абдыкасымович Салиев (1924—2012) — академик, профессор, заслуженный деятель науки Кыргызской Республики;
- Жусуп Турусбеков (1910—1944) — киргизский поэт и драматург, один из зачинателей киргизской поэзии и драматургии. Погиб на фронте во время Великой Отечественной войны;
- Жумаш Эшперович Эшперов (1938—2003) — заслуженный работник сельского хозяйства, депутат ЖК КР (1991—1994);
- Герои социалистического труда: Суюмкан Кожобекова, Кайыр Мукашева, Умуткер Рысмамбетова, Макеш Саякбаев.